# Polańczyk
Polańczyk is een dorp in het Poolse woiwodschap Subkarpaten, in het district Leski. De plaats maakt deel uit van de gemeente Solina en telt 830 inwoners.